# Kenny Moore II
Kenny Moore II (geboren am 23. August 1995 in Valdosta, Georgia) ist ein US-amerikanischer American-Football-Spieler auf der Position des Cornerbacks. Er spielte College Football für die Valdosta State University und steht seit 2017 bei den Indianapolis Colts in der National Football League (NFL) unter Vertrag.

## College
Moore wurde in Valdosta, Georgia, geboren und wuchs dort auf, zudem lebte er nach der Trennung seiner Eltern fünf Jahre lang mit seiner Mutter in Miami. In Valdosta besuchte er die Lowndes High School, wo er erst in seinem letzten Jahr Football spielte. Zuvor spielte er Basketball und Fußball, außerdem war er als Leichtathlet aktiv. Ab 2013 besuchte er die Valdosta State University, wo er vier Jahre lang College Football für die Valdosta State Blazers in der Division II spielte. In seinen letzten beiden Saisons am College war Moore Stammspieler und fing acht Interceptions, von denen er zwei zu Touchdowns in die gegnerische Endzone zurücktragen konnte, zudem konnte er 14 Pässe verhindern.

## NFL
Moore wurde im NFL Draft 2017 nicht ausgewählt und anschließend als Undrafted Free Agent von den New England Patriots unter Vertrag genommen. Er verpasste allerdings den Sprung in den 53-Mann-Kader für die Regular Season und wurde vor Saisonbeginn entlassen. Moore erklärte später, dass er wegen stark leistungsorientierten Arbeitsatmosphäre in New England unter Depressionen gelitten habe. Nach seiner Entlassung nahmen die Indianapolis Colts ihn über die Waiver-Liste unter Vertrag. Als Rookie kam er in Indianapolis in allen 16 Spielen zum Einsatz, davon fünfmal als Starter. Dabei konnte er fünf Pässe verhindern, eine Interception fangen und einen Fumbles verursachen. In die Saison 2018 ging Moore als Stammspieler auf der Position des Nickelbacks. Dabei konnte er mit drei Interceptions und elf abgewehrten Pässen überzeugen.
Im Juni 2019 unterschrieb Moore eine Vertragsverlängerung um vier Jahre über 34 Millionen Dollar in Indianapolis. Wegen einer Knöchelverletzung verpasste er in der Saison 2019 die letzten vier Partien. In Woche 8 erzielte Moore nach einer Interception von Matthew Stafford erstmals einen Touchdown. Am 14. Spieltag der Saison 2020 gelang ihm mit einer Hand eine Interception gegen Derek Carr, zudem konnte er mit einem erzwungenen Fumble einen weiteren Turnover zugunsten der Colts erzwingen. Für seine Leistung wurde Moore als AFC Defensive Player of the Week ausgezeichnet. Mit insgesamt vier abgefangenen Pässen und 13 abgewehrten Passversuchen spielte er 2020 seine bis dahin erfolgreichste Saison.
In der Saison 2021 wurde Moore in den Pro Bowl gewählt und führte sein Team mit vier Interceptions an. Im folgenden Jahr konnte Moore in einem veränderten Defensivsystem nicht an seine Leistung aus dem Vorjahr anschließen und verzeichnete in 12 Spielen 65 Tackles, ohne dass ihm eine Interception gelang. Die letzten fünf Spiele der Saison verpasste er wegen einer Knöchelverletzung. Nach einer wieder deutlich verbesserten Saison 2023 mit drei Interceptions und zwei Interception-Return-Touchdowns unterschrieb Moore nach Ablauf seines Vertrags im März 2024 einen neuen Dreijahresvertrag im Wert von 30 Millionen US-Dollar in Indianapolis.

### NFL-Statistiken
| Saison                             | Saison | Spiele | Spiele      | Tackles | Tackles | Tackles | Tackles | Interceptions | Interceptions | Interceptions | Interceptions | Interceptions | Fumbles | Fumbles | Fumbles |
| Jahr                               | Team   | Spiele | als Starter | Gesamt  | Solo    | Ast     | Sacks   | PD            | INT           | Yds           | Lng           | TD            | FF      | FR      | TD      |
| ---------------------------------- | ------ | ------ | ----------- | ------- | ------- | ------- | ------- | ------------- | ------------- | ------------- | ------------- | ------------- | ------- | ------- | ------- |
| 2017                               | IND    | 16     | 5           | 38      | 32      | 6       | 0,0     | 5             | 1             | 25            | 25            | 0             | 1       | 0       | 0       |
| 2018                               | IND    | 15     | 15          | 77      | 63      | 14      | 1,5     | 11            | 3             | 52            | 32            | 0             | 1       | 0       | 0       |
| 2019                               | IND    | 11     | 11          | 61      | 50      | 11      | 2,5     | 3             | 2             | 36            | 35            | 0             | 0       | 1       | 0       |
| 2020                               | IND    | 16     | 14          | 80      | 68      | 12      | 2,0     | 13            | 4             | 45            | 29            | 1             | 1       | 0       | 0       |
| 2021                               | IND    | 17     | 16          | 102     | 82      | 20      | 1,0     | 13            | 4             | 78            | 32            | 0             | 1       | 0       | 0       |
| 2022                               | IND    | 12     | 12          | 65      | 50      | 15      | 1,0     | 4             | 0             | 0             | 0             | 0             | 0       | 0       | 0       |
| 2023                               | IND    | 16     | 16          | 93      | 68      | 25      | 1,5     | 6             | 3             | 115           | 66            | 2             | 0       | 0       | 0       |
| 2024                               | IND    | 15     | 15          | 78      | 51      | 27      | 0,5     | 7             | 3             | 28            | 12            | 0             | 0       | 1       | 1       |
| Gesamt                             | Gesamt | 118    | 104         | 594     | 464     | 130     | 10,0    | 62            | 20            | 381           | 66            | 3             | 4       | 2       | 1       |
| Quelle: pro-football-reference.com |        |        |             |         |         |         |         |               |               |               |               |               |         |         |         |